# 사카이촌 (나가노현 스와군)
사카이촌(境村)은 나가노현 스와군에 있던 촌이다. 현재의 후지미정에 해당한다.

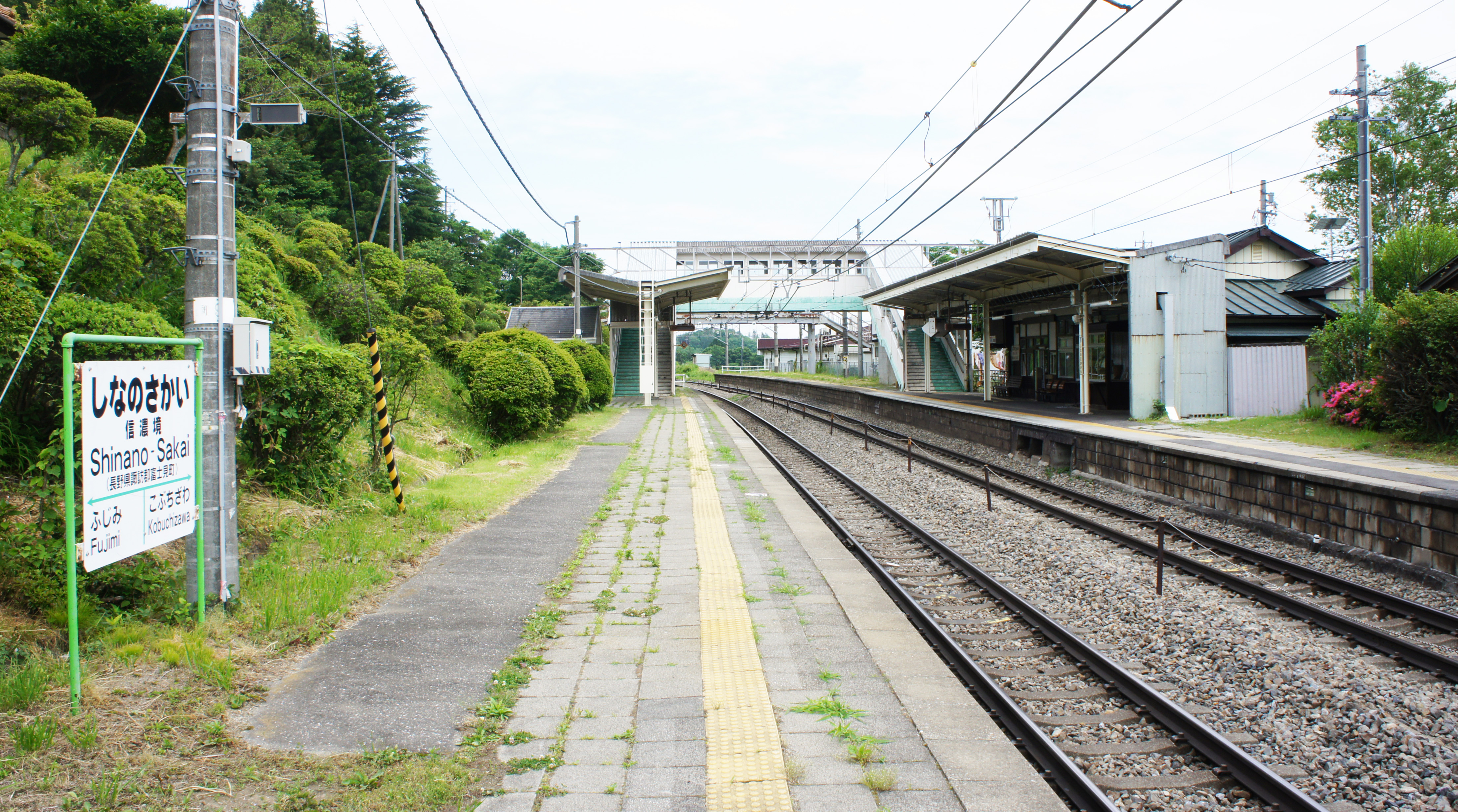
현재 시나노사카이역

## 역사
- 1875년 3월 7일 - 사카이촌이 성립하였다.
- 1876년 8월 21일 - 나가노현에 소속되었다.
- 1889년 4월 1일 - 정촌제 시행에 의해 사카이촌이 단독으로 자치체를 형성하였다.
- 1955년 4월 1일 - 후지미촌, 오치아이촌, 혼고촌,과 합병해, 후지미정이 성립하여 동일 사카이촌은 폐지되었다.

## 교통

### 철도
- 일본국유철도
  - 주오 본선
    - 시나노사카이역

### 도로
현재는 구 촌역에 주오 자동차도가 통과하지만 당시엔 미개통

## 참고문헌
- 角川日本地名大辞典 20 長野県